# 9715 Paolotanga
9715 Paolotanga eller 1975 SB1 är en asteroid i huvudbältet som upptäcktes den 30 september 1975 av den amerikanska astronomen Schelte J. Bus vid Palomar-observatoriet. Den är uppkallad efter astronomen Paolo Tanga.
Asteroiden har en diameter på ungefär 11 kilometer och den tillhör asteroidgruppen Veritas.